# NGC 3707
NGC 3707 is een elliptisch sterrenstelsel in het sterrenbeeld Beker. Het hemelobject werd op 23 februari 1878 ontdekt door de Duitse astronoom Ernst Wilhelm Leberecht Tempel.

## Synoniemen
- NPM1G -11.0301
- PGC 35446